# 磐城金山駅
磐城金山駅（いわきかねやまえき）は、かつて福島県西白河郡金山村（現・白河市）にあった運輸通信省白棚線の駅（休止駅）である。
路線休止後は日本国有鉄道（現・ジェイアールバス関東）の自動車駅となった。

## 概説

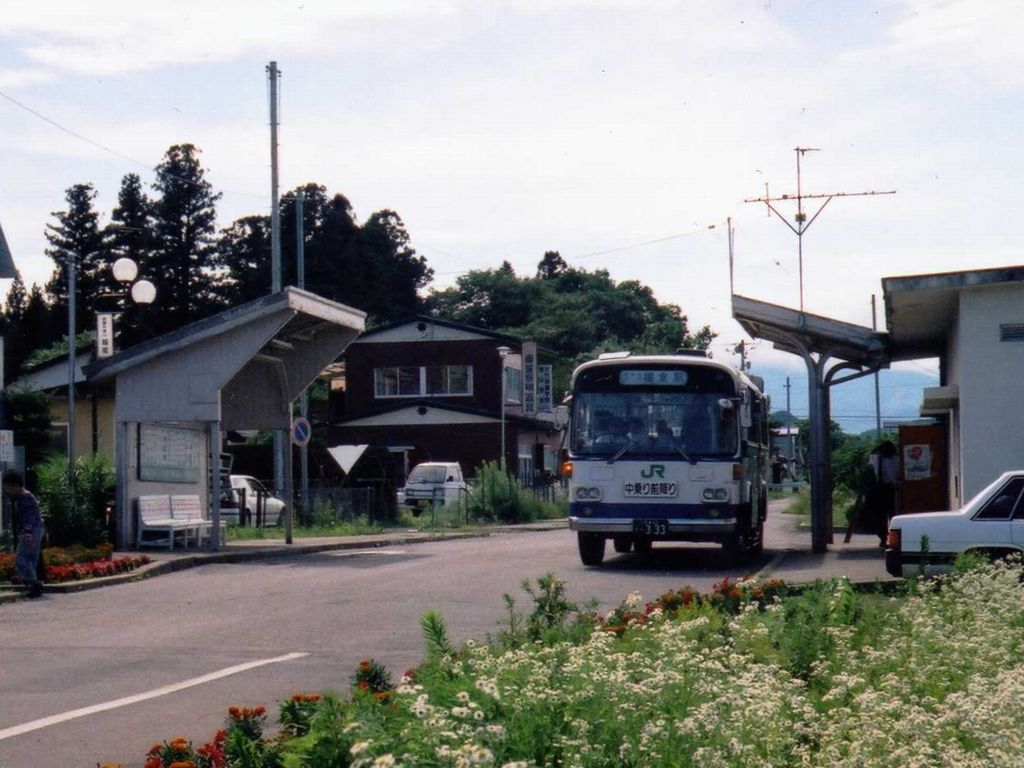
磐城金山駅構内。鉄道駅に近い雰囲気を有していた（1996年7月）

本駅は、1916年（大正5年）に開業した白棚鉄道の金山町駅として開業したのが始まりである。その後、1938年（昭和13年）の鉄道省の借り入れを経て、1941年（昭和15年）に国有化されたが、戦局の悪化に伴い、白棚線が不要不急路線として休止されたため、鉄道駅としての営業も休止となった。
第二次世界大戦が終結した後も、鉄道駅としての営業が再開されることはなかったが、白棚線が線路跡をバス専用道とした、日本国有鉄道自動車局（国鉄バス）の自動車路線である白棚高速線として営業が開始されることになり、1957年（昭和32年）4月26日より自動車駅として営業を開始した。この時、旧駅舎と同じ場所に新たに建てられた駅舎は「近代的な駅舎」として紹介された。また、白棚高速線の停車場では唯一の駅員配置駅となり、荷物扱いも行なわれていた。
その後も表郷村（現・白河市）の中心駅として営業を続け、1986年には鉄道駅から通算して開業70周年を迎え、硬券の記念乗車券も発売された。
しかし、分割民営化後もJR東日本に引き継がれたものの、駅業務は1988年3月31日限りで廃止となり、駅舎のみが残る状態となった。1996年には駅舎も解体され、駅構内は国道289号に転用された。

## 歴史
- 1916年（大正5年）
  - 10月8日：白棚鉄道金山町駅として開業[1]。
  - 11月7日：磐城金山駅に改称[1]。
- 1941年（昭和16年）5月1日：鉄道省が白棚線を買収、省営鉄道白棚線の駅となる[1]。
- 1944年（昭和19年）12月11日：白棚線の休止に伴い、鉄道駅としての営業を休止[1]。
- 1957年（昭和32年）4月26日：白棚高速線開業に伴い、自動車駅として営業を開始。
- 1986年（昭和61年）10月14日：磐城金山駅開業70周年記念乗車券を発売。
- 1988年（昭和63年）3月31日：この日限りで駅業務を廃止。
- 1996年（平成8年）：駅舎を解体。

## 廃線後の状況
前述の通り、廃線跡をバス専用道とし、その後国道289号の道路改良に伴い一般道路に転用されているため、鉄道時代の痕跡はほとんどない。ただし、JRバス関東白棚線の磐城金山停留所は、自動車駅としての磐城金山駅と同一地点に設置されており、バス停留所には鉄道駅と同じ様式の駅名標が掲出されている。

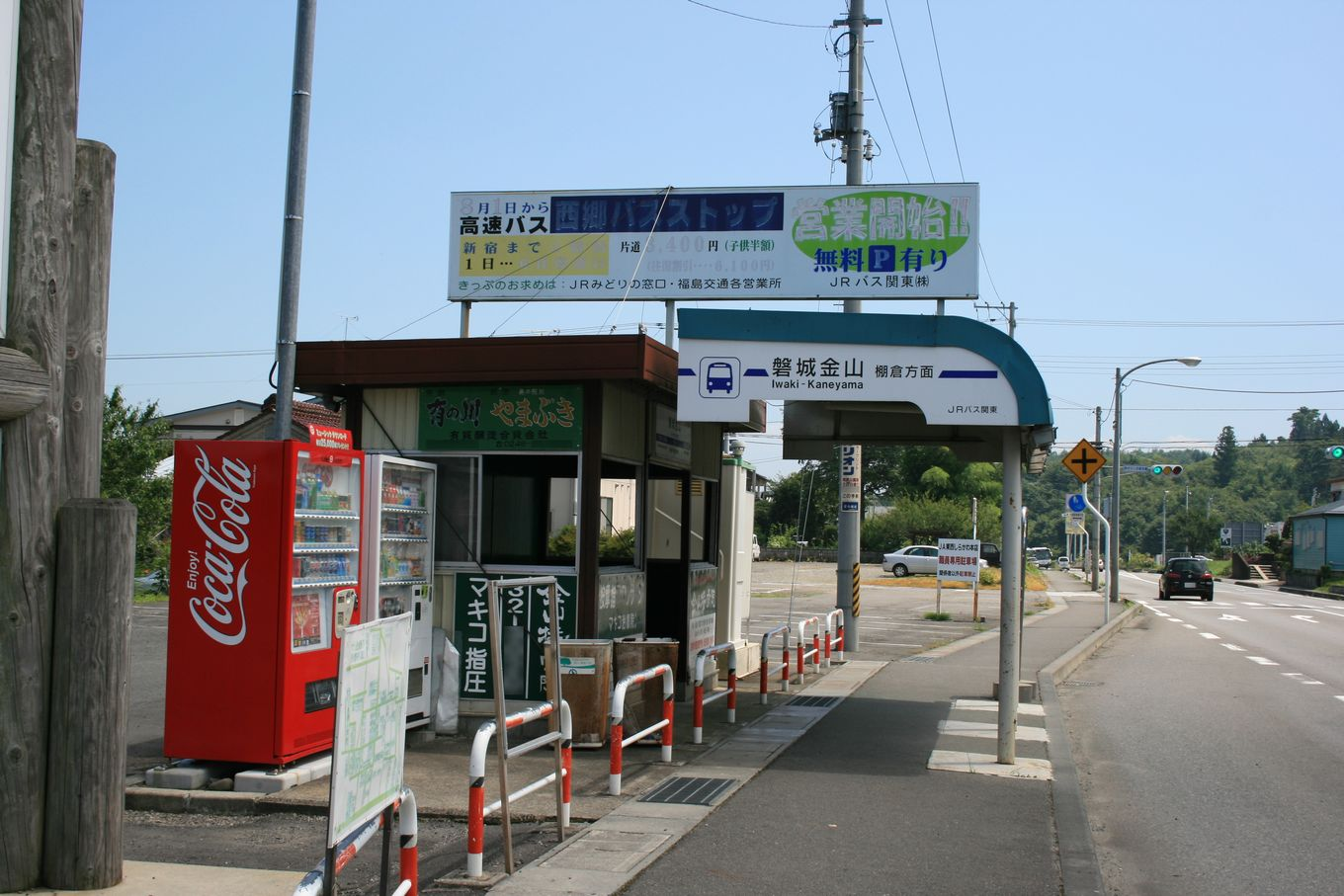
現在の磐城金山停留所（2007年8月）
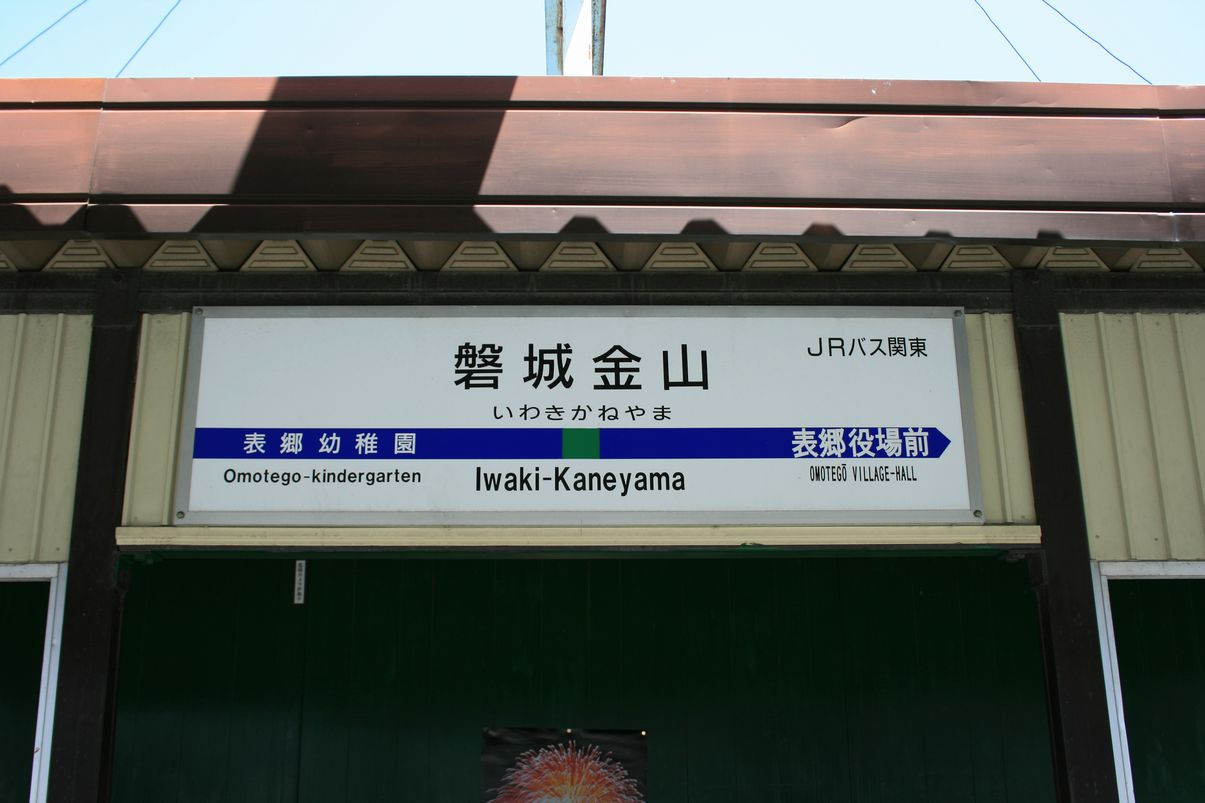
磐城金山停留所に掲出されている駅名標（2007年8月）

## 隣の駅
運輸通信省
白棚線
番沢駅 - 磐城金山駅 - 梁森駅